# キャピトル・ヒル (サイパン)

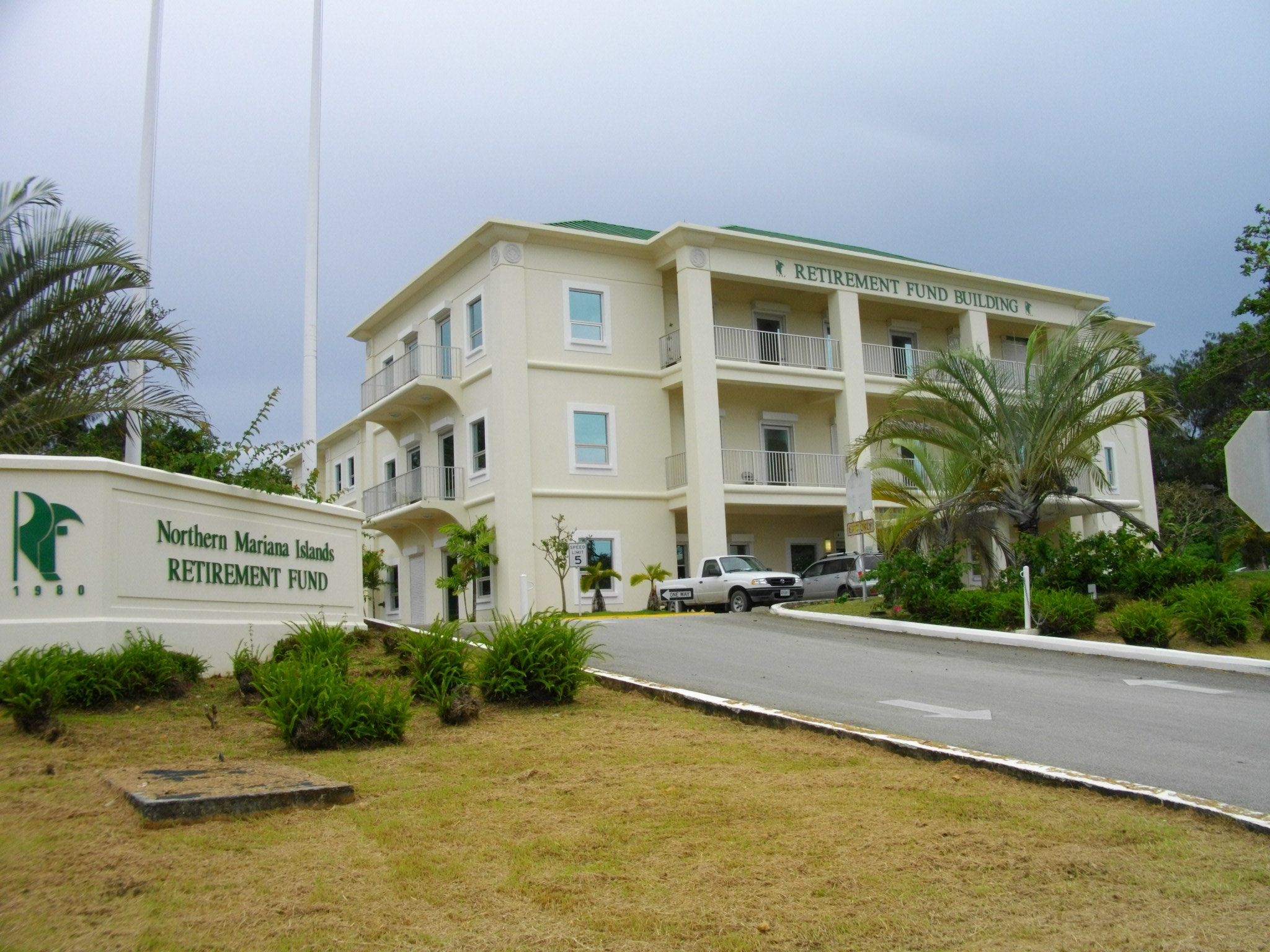
政府本庁の庁舎

キャピトル・ヒル（英: Capitol Hill）は、アメリカ合衆国北マリアナ諸島自治連邦区のサイパン島中央部に位置する地区で、事実上の北マリアナ諸島の主都。

## 概要
キャピトル・ヒルは、サイパン島中央部の高台に位置している。1948年にアメリカ中央情報局（CIA）の基地が建設され、「大陸反攻」を掲げる中国国民党のゲリラ要員を養成していた。その後、1962年に太平洋諸島信託統治領政府とその立法府のミクロネシア議会が設置された。現在でも、北マリアナ諸島政府の議会、知事官邸、政府本庁などがあり、北マリアナ諸島の立法、行政の中枢になっている。一般に主都とされているススペには、上級裁判所や一部の行政機関も所在しているが、実質的な主都機能は、このキャピトル・ヒルが担っている。